# Anne-Catherine de Mantoue
Anne-Catherine de Mantoue, née le 17 janvier 1566 à Mantoue et morte le 3 août 1621 à Innsbruck, est une archiduchesse d'Autriche.

## Biographie
Anne-Catherine de Mantoue est née le 17 janvier 1566 à Mantoue de Guillaume de Mantoue, et de sa femme, Éléonore d'Autriche (1534-1594). Elle est la dernière de leurs trois enfants : son frère est Vincent Ier de Mantoue (1562-1612) et sa sœur est Marguerite de Mantoue (1564-1618). Son parrain est le souverain Philippe II d'Espagne. 
Elle épouse son oncle Ferdinand de Tyrol, à Innsbruck, le 14 mai 1582. Ce mariage est célébré pour donner à Ferdinand et au Tyrol un héritier mâle de sang royal, mais ce projet échoue car Anne-Catherine met au monde trois filles :
- Anne Éléonore d'Autriche (1583-1584) ;
- Marie d'Autriche (1584–1649), célibataire, elle entre en religion en 1612 ;
- Anne d'Autriche (1585-1618), qui épouse en 1611 son cousin le futur empereur Matthias Ier du Saint-Empire (1558-1619), lequel, également, était bien plus âgé que sa fiancée.

Veuve en 1595, elle entre en religion, dans l'Ordre des Servites de Marie. Elle est inhumée dans l'église des Servites de Marie à Innsbruck.

## Source de la traduction
- (en) Cet article est partiellement ou en totalité issu de l’article de Wikipédia en anglais intitulé « Anna Juliana Gonzaga » (voir la liste des auteurs).